# Jocelyn Joseph
Jocelyn Joseph (ur. 11 lutego 1964) – lekkoatletka, pochodząca z Antigui i Barbudy, specjalizująca się w biegach sprinterskich.
Reprezentowała swój kraj w biegu na 200 metrów, na Letnich Igrzyskach Olimpijskich 1988, zajmując 4. miejsce.